# 1re division de réserve (Empire allemand)
Pour les articles homonymes, voir 1re division d'infanterie.

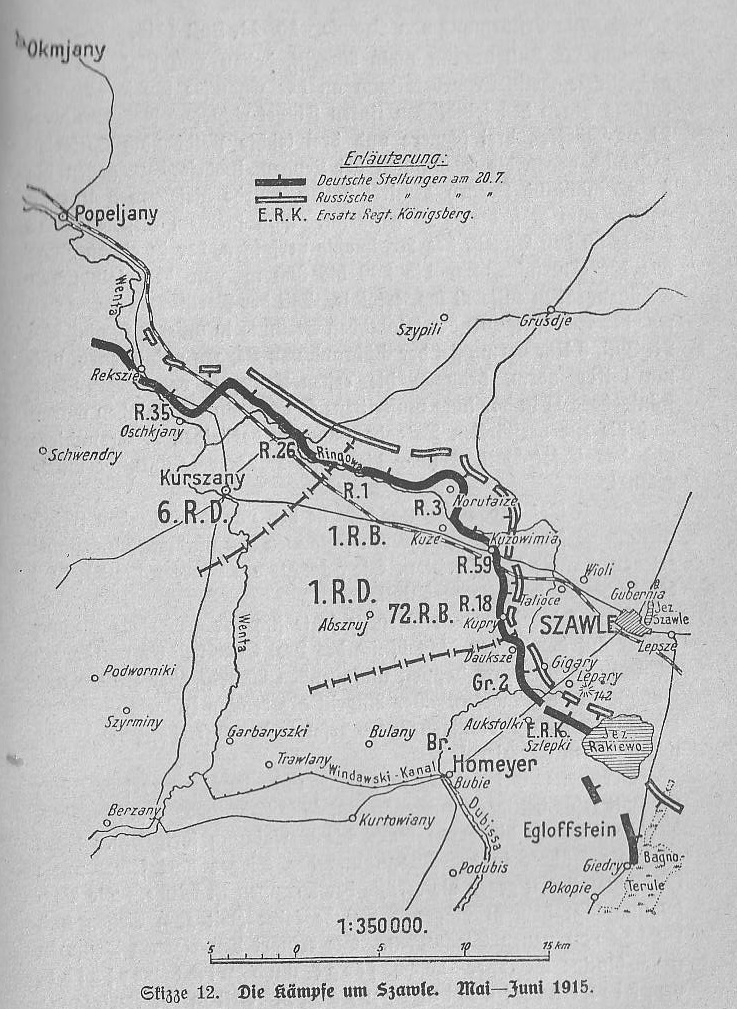
1re division de réserve (1.R.D.) dans la bataille de Šiauliai (Szawle), mai-juin 1915.

La 1re division de réserve est une unité de l'armée allemande qui participe à la Première Guerre mondiale.

## Première Guerre mondiale

### Composition

#### Composition à la mobilisation - 1916
- 1re brigade d'infanterie de réserve

1er régiment d'infanterie de réserve
3e régiment d'infanterie de réserve
- 72e brigade d'infanterie de réserve

18e régiment d'infanterie de réserve
59e régiment d'infanterie de réserve
1er bataillon de jäger de réserve
- 1er régiment d'uhlans de réserve
- 1er régiment d'artillerie de campagne de réserve (6 batteries)
- 4e compagnie du 2e bataillon de pionniers

#### 1917
- 1re brigade d'infanterie de réserve

1er régiment d'infanterie de réserve
3e régiment d'infanterie de réserve
59e régiment d'infanterie de réserve
- 71e commandement divisionnaire d'artillerie

1er régiment d'artillerie de campagne de réserve (9 batteries)
- 1er bataillon de jäger de réserve
- 1er régiment d'uhlans de réserve
- 301e bataillon de pionniers

#### 1918
- 1re brigade d'infanterie de réserve

1er régiment d'infanterie de réserve
3e régiment d'infanterie de réserve
59e régiment d'infanterie de réserve
- 71e commandement divisionnaire d'artillerie

1er régiment d'artillerie de campagne de réserve (9 batteries)
2e bataillon du 1er régiment d'artillerie à pied de réserve
- 4 escadrons du 2e régiment d'uhlans de la Garde
- 301e bataillon de pionniers

### Historique
Au déclenchement du conflit, la 1re division de réserve forme avec la 36e division de réserve le 1er corps de réserve (général Otto von Below) rattaché à la 8e armée allemande (Maximilian von Prittwitz puis Paul von Hindenburg).

## Chefs de corps
| Grade           | Nom                      | Date                                 |
| --------------- | ------------------------ | ------------------------------------ |
| Generalleutnant | Sigismund von Förster    | 2 août 1914 - 22 septembre 1915      |
| Generalmajor    | Conrad Zietlow           | 23 septembre 1915 - 1er janvier 1917 |
| Generalleutnant | Johannes von Malachowski | 2 janvier - 22 avril 1917            |
| Generalmajor    | Gustav von Waldersee     | 23 avril 1917 - 10 janvier 1919      |